# Herman van Laer

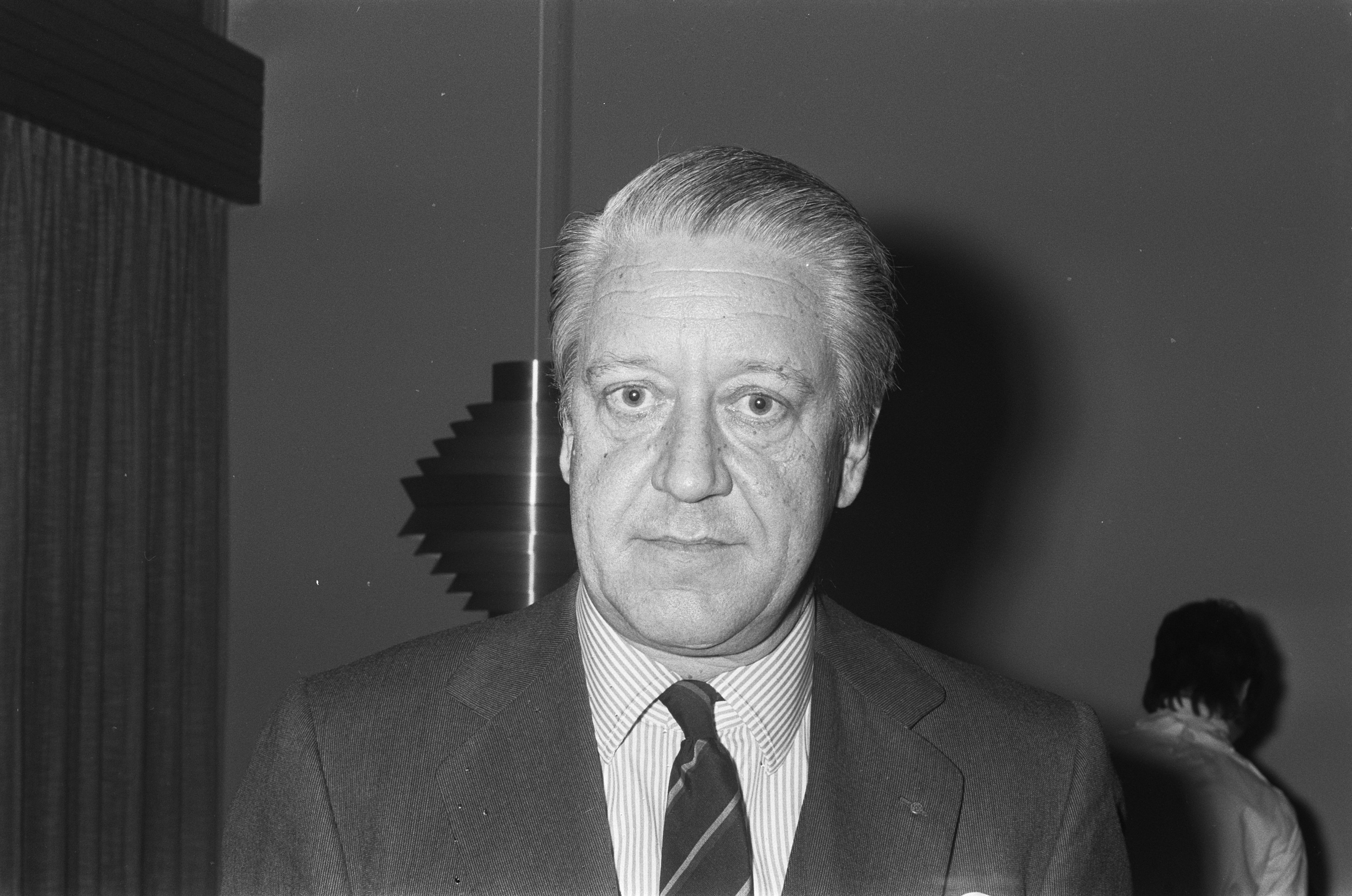
Herman van Laer (1973)

Herman Johan van Laer (* 25. Mai 1920 in Amsterdam; † 30. Juni 2005) war ein niederländischer Sportfunktionär.
Van Laer war von 1975 bis 1980 Vorsitzender des Königlich-Niederländischen Eisläufer-Bundes (KNSB) und von 1977 bis zum 21. Mai 1985 Vorstandsmitglied des Niederländischen Olympischen Komitees.
Nach seinem Ausscheiden beim KNSB wurde er zu dessen Ehrenmitglied ernannt. Darüber hinaus engagierte Van Laer sich beim Amsterdamsche IJsclub und der Internationalen Eislaufunion (ISU), deren Ehrenmitglied er seit 1992 war.
| Personendaten    | Personendaten                               |
| ---------------- | ------------------------------------------- |
| NAME             | Laer, Herman van                            |
| ALTERNATIVNAMEN  | Laer, Herman Johan van (vollständiger Name) |
| KURZBESCHREIBUNG | niederländischer Sportfunktionär            |
| GEBURTSDATUM     | 25. Mai 1920                                |
| GEBURTSORT       | Amsterdam                                   |
| STERBEDATUM      | 30. Juni 2005                               |